# Georg Christian von Lobkowitz (1686–1755)
Georg Christian von Lobkowitz (1686. augusztus 10. – Bécs, 1755. október 4.) herceg, osztrák tábornok, német-római császári hadvezér.

## Életrajza
1707-ben lépett be a császári hadseregbe, 1732-ben Szicília kormányzójává nevezték ki. 1733-ban megkötötte a messinai kapitulációt, 1739-ben pedig Erdély főkormányzója lett. Az osztrák örökösödési háború kitörése után Csehországban harcolt; de 1742-ben Sahai mellett, Broglie és Belle-Isle marsallok túlnyomó haderejével szemben vereséget szenvedett. Miután azonban Lotaringiai Károly Sándor herceggel egyesült, visszaszorította a franciákat a Moldva folyó mellékéről, Belle-Isle-t és 16 000 emberét pedig Prágában körülzárta. Belle-Isle-nek azonban december 16-án éjjel hadának nagyobb részével sikerült Prágából Egerbe (Cheb) menekülni, a francia őrség hátramaradt része pedig 1743. január 2-án megadta magát. 1743-ban Lobkowicz még Itáliában is harcolt, ahol a spanyolokat Riminiből kiverte. 1746 augusztusában tért ismét vissza a németországi hadsereghez.